# 速霸陸公園
速霸陸公園（英語：Subaru Park，前名為PPL公園和Talen Energy體育場）是一座位於美國賓夕法尼亞州切斯特的足球專用體育場。它是美國職業足球大聯盟費城聯的主場。

## 外部連結
- 官方網站 （页面存档备份，存于）
- PPL公園 （页面存档备份，存于）在StadiumDB.com
- Chester Institute for Economic Development （页面存档备份，存于）